# Orijentazija
Orijentazija ili Istazija (engl. Eastasia: dosl. istočna Azija) jedna je od triju fiktivnih svjetskih supersila u Orwellovu romanu Tisuću devetsto osamdeset četvrtoj. O njoj je u romanu izneseno najmanje podataka, ali se zna da njezini teritoriji pokrivaju sadašnju Kinu, Japan i Koreju te da se s drugim dvjema supersilama, Eurazijom i Oceanijom, u stalnom ratu bori za područja današnje Indonezije, Nove Gvineje i pacifičkih otočja. Vladajuća ideologija kao ime koristi kineske riječi za "obožavanje smrti", ali se prevodi kao "uništenje sebe".
Po navodima u romanu predstavlja najmlađu od triju supersila jer je nastala u "konfuznim ratovima" 1960-ih. Od svih triju država ima najmanje teritorija, ali to nadoknađuje brojnošću i marljivošću svog stanovništva.

## Više informacija
- žuta opasnost